# Liste der Monuments historiques in Golancourt
Die Liste der Monuments historiques in Golancourt führt die Monuments historiques in der französischen Gemeinde Golancourt auf.

## Liste der Objekte
| Bezeichnung | Beschreibung                                    | Standort                     | Kennzeichnung | Schutzstatus | Datum | Bild           |
| ----------- | ----------------------------------------------- | ---------------------------- | ------------- | ------------ | ----- | -------------- |
| Taufbecken  | Kalkstein, drittes Viertel des 12. Jahrhunderts | in der Kirche St-Rémi (Lage) | PM60000873    | Classé       | 1913  | weitere Bilder |